# 新翠里
25°01′33″N 121°27′43″E / 25.025873°N 121.4620435°E
新翠里為台灣新北市板橋區轄下之一里，面積約0.1321平方公里。新翠里屬於昔時江子翠地區，於1980年2月1日由宏翠里分出。境內有「非常歐洲」、「陽明凱旋大廈」、「富臨極品」等大型住宅社區。

## 詞源
新翠之詞，緣於新翠析自宏翠，宏翠之名又來自江翠里，而「江翠」之名乃源於其舊名「江仔翠」。蓋「江仔翠」早期屬於「港仔嘴莊」的一部分，清代後期已獨立發展成莊，為與港仔嘴區別，乃採近音雅字而稱為「江仔翠」。新翠即繼承了江子翠的翠字再冠以雅麗語為新翠里。